# Рыночная площадь (Ротенбург-об-дер-Таубер)
Рыночная площадь (нем. Marktplatz) — одна из площадей Ротенбург-об-дер-Таубере в Германии.

## История
Рыночная площадь в Ротенбурге является сосредоточением деловой активности. Здесь организовывают еженедельный рынок, экскурсии по городу, демонстрируют традиционный пастуший танец, запускают фейерверки во время празднования городского фестиваля. На Рыночной площади расположена ратуша, ступени которой стали местом встречи и отдыха для местных жителей и туристов. В некоторых источниках Рыночная площадь упоминается как Ратушная площадь, видимо в связи расположения на ней городской ратуши.
На пересечении Кузнечной улицы в Рыночной площади расположены два фахверковых дома, один из них был домом бургомистра Йагстгеймера, во втором располагался мясной цех с залом для танцев. Рядом с ратушей на площади построено розовое здание трактира Господ Советников.

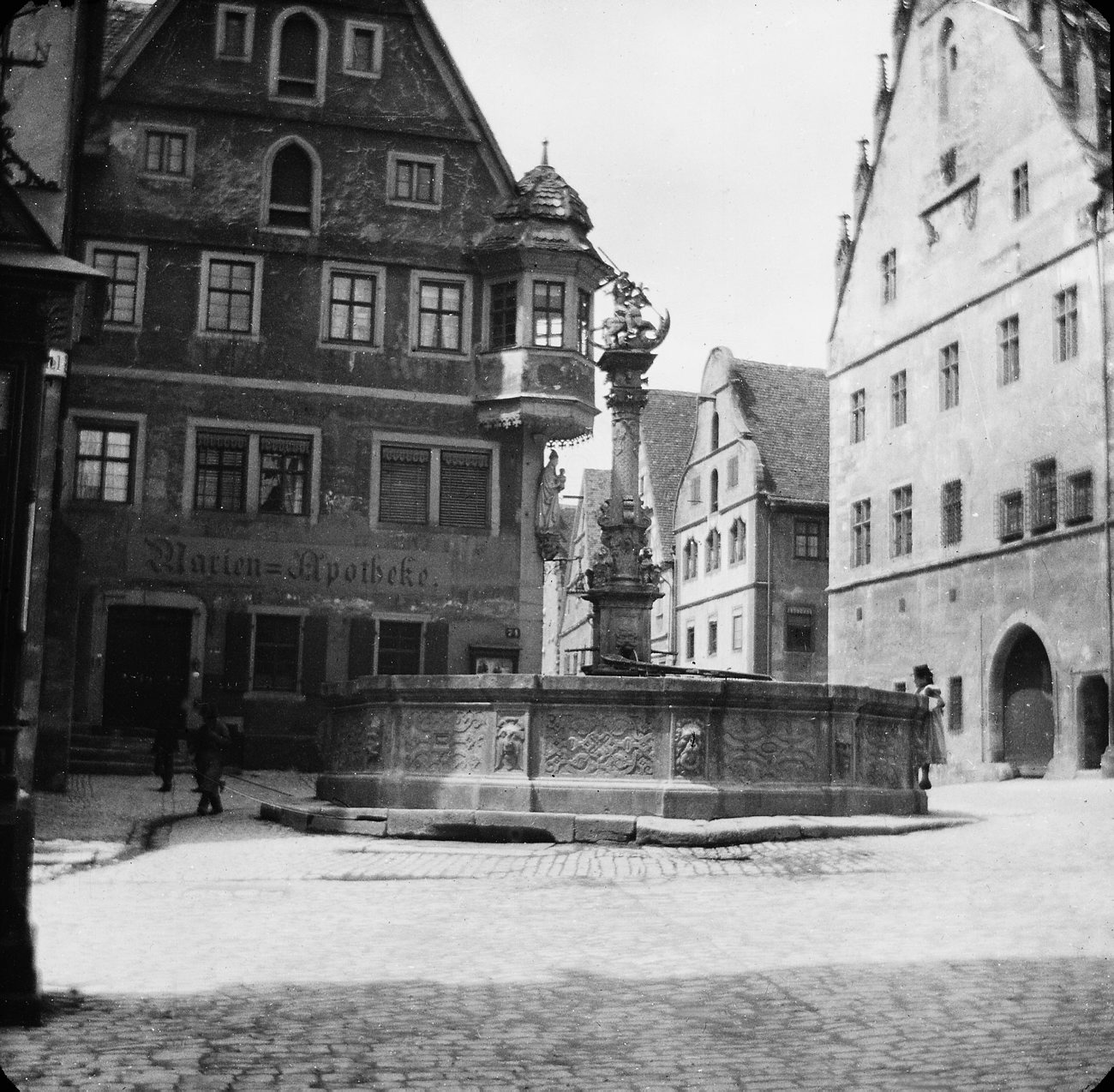
Рыночная площадь в 1901 году
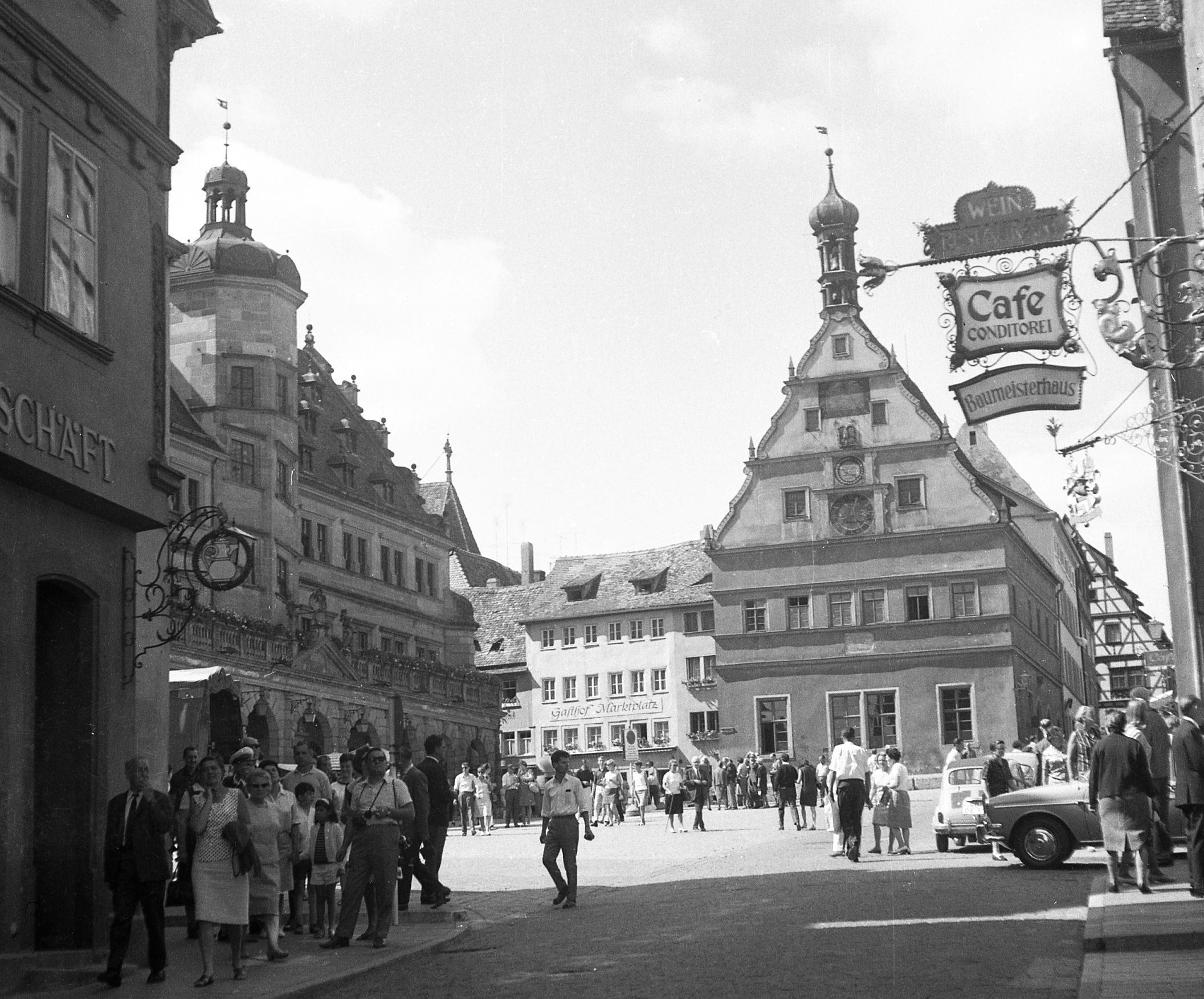
1960 год
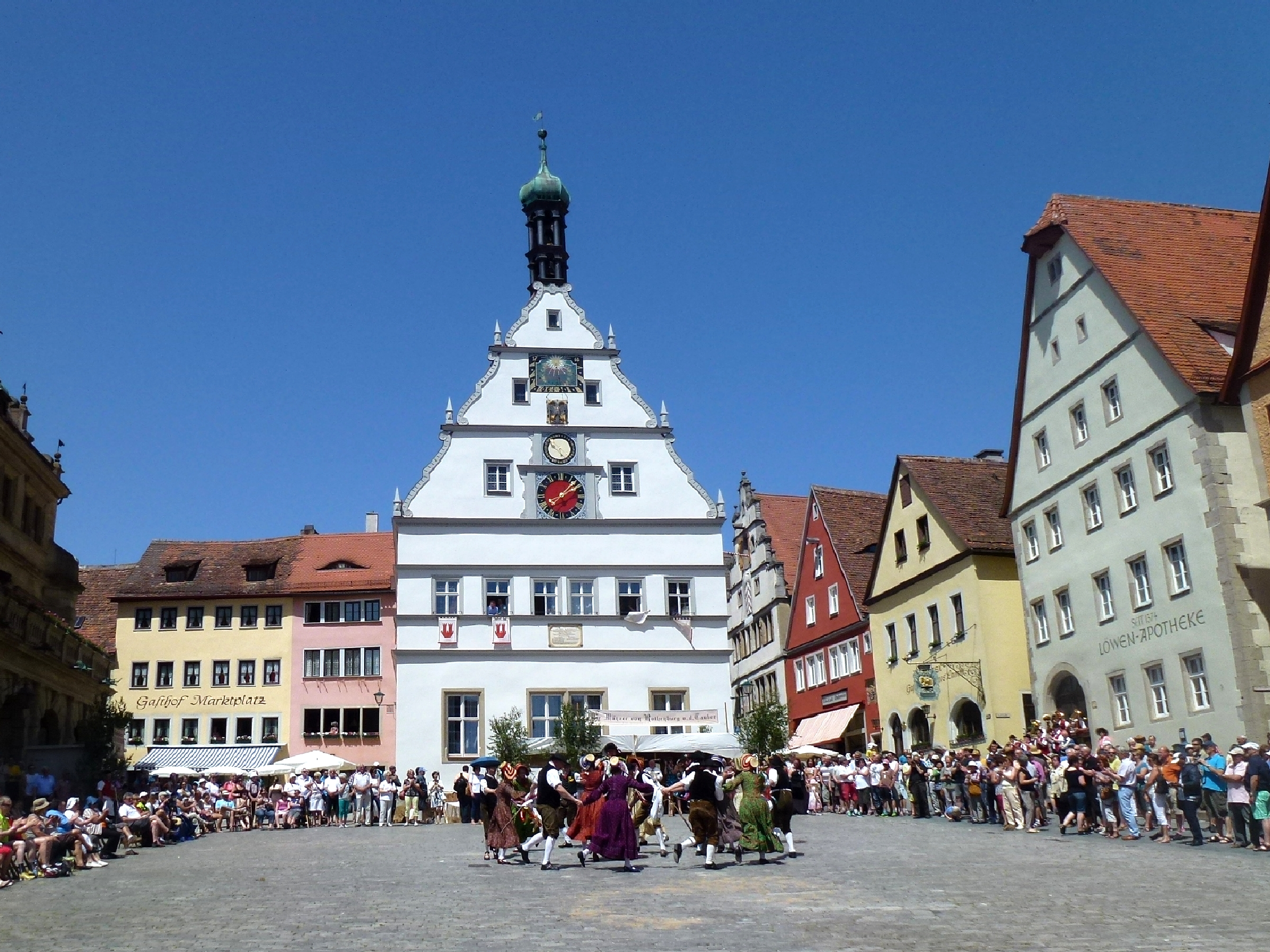
Исторические танцы на Рыночной площади
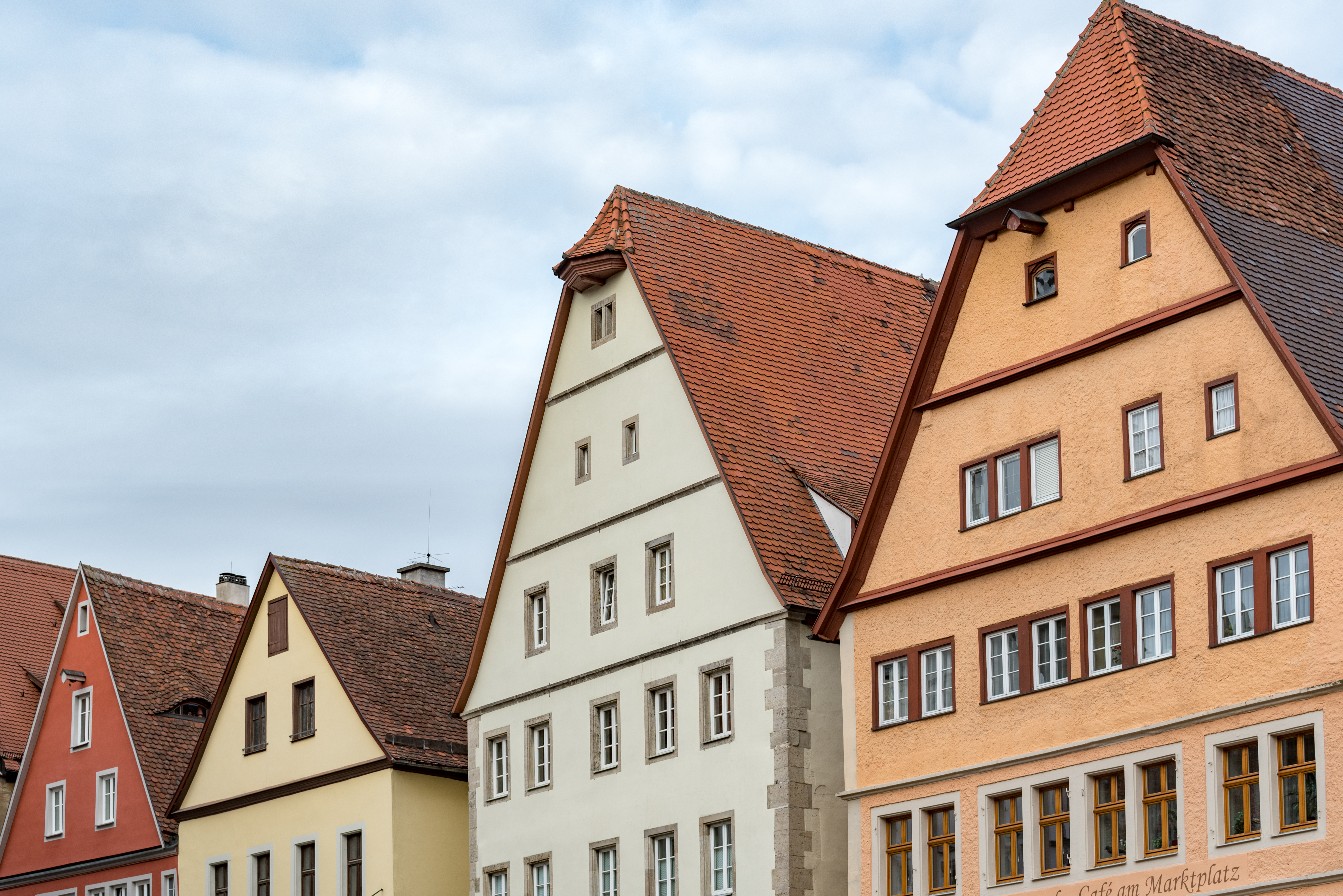
Рыночная площадь окружена средневековой постройкой
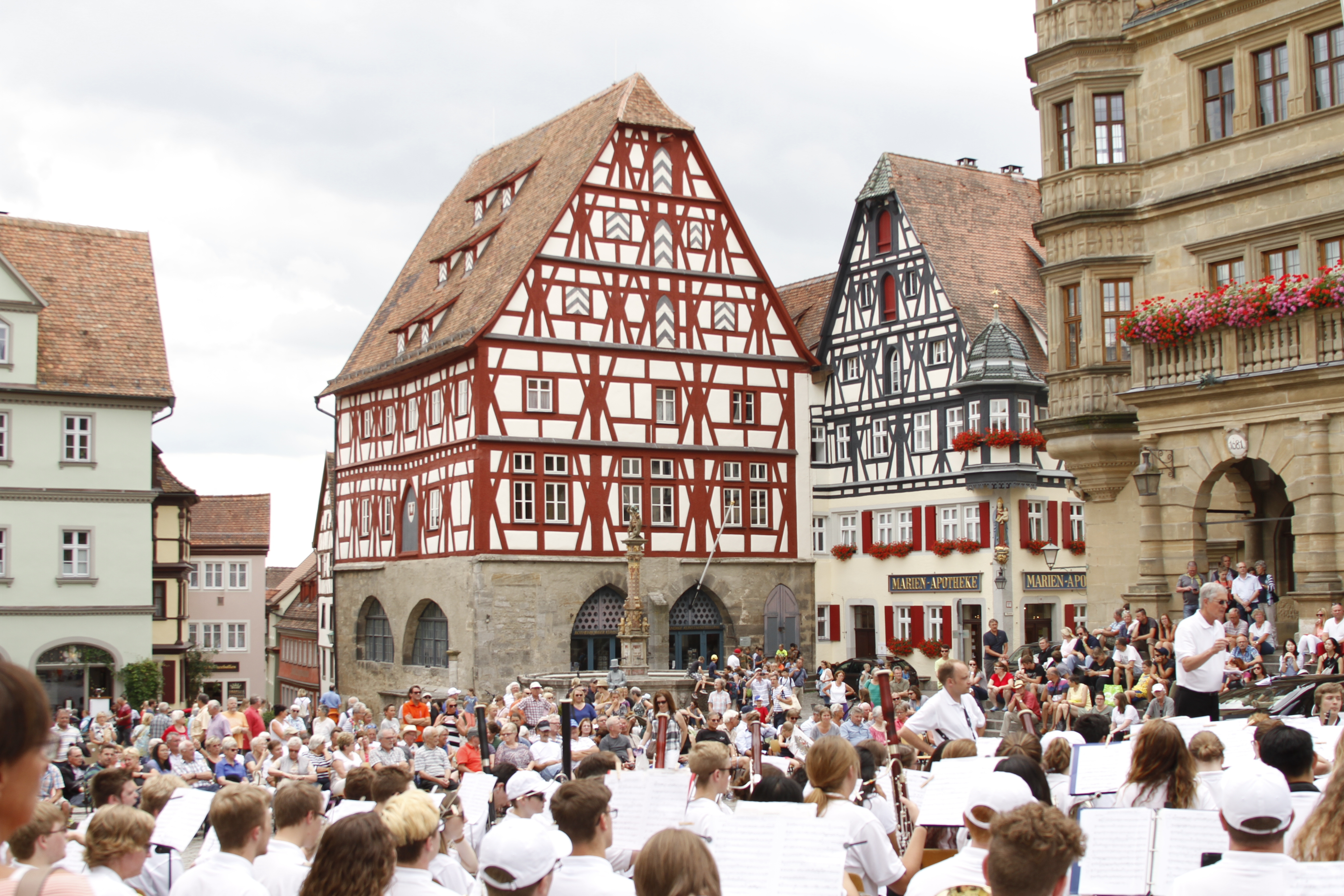
Культурные события часто происходят на Рыночной площади Ротенбурга
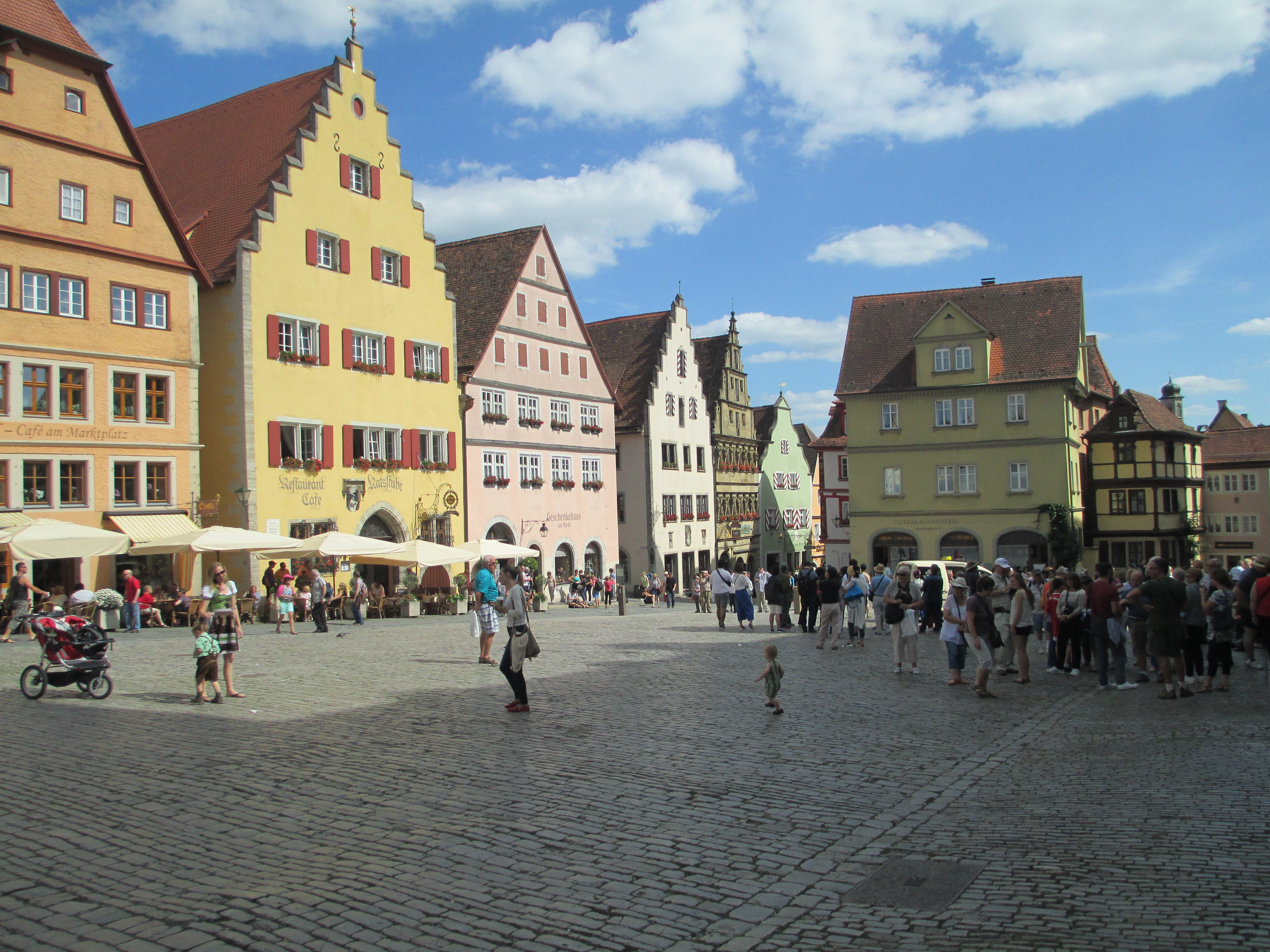
2015 год
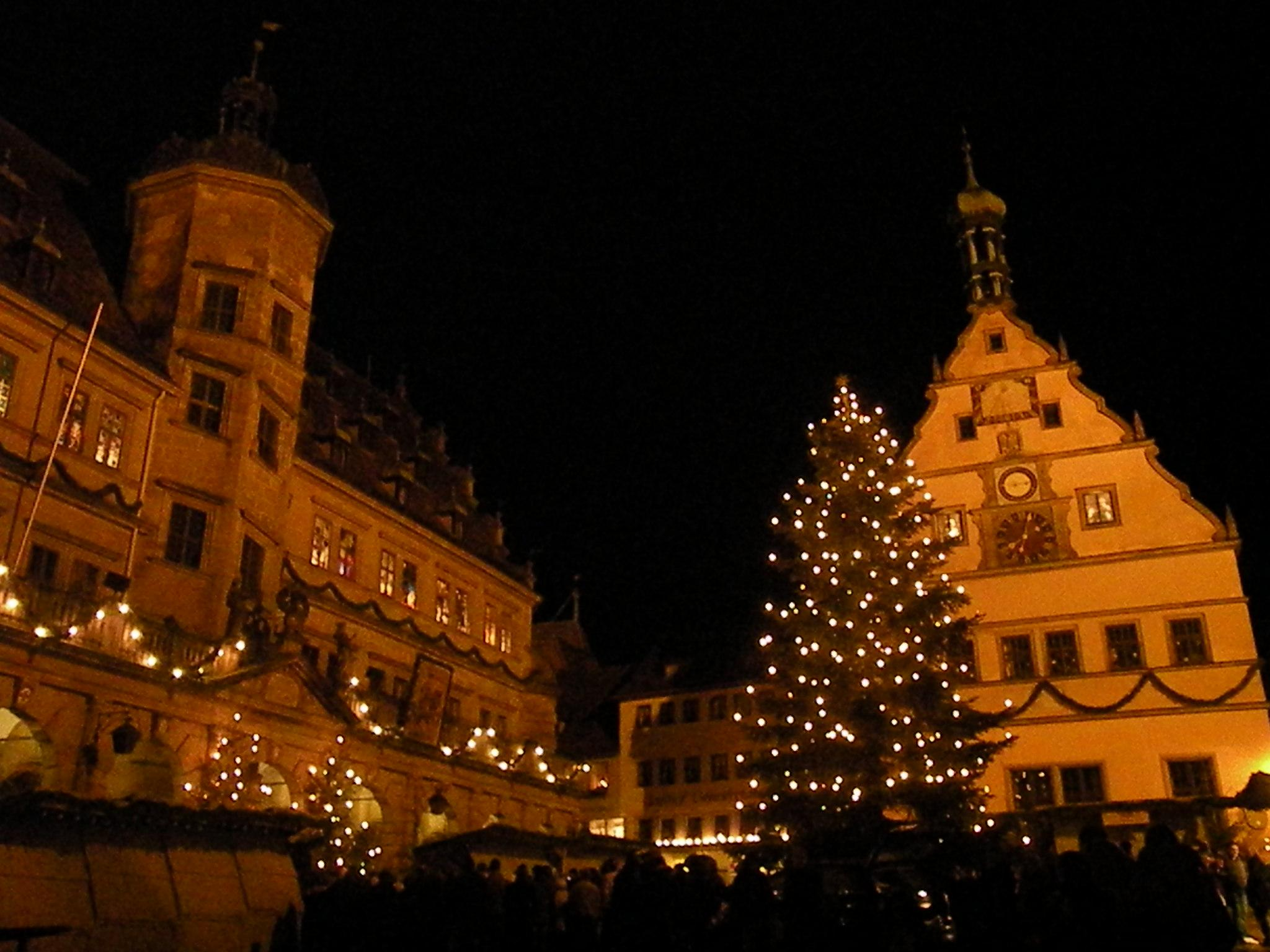
Рождественская ярмарка на Рыночной площади

Рыночная площадь окружена патрицианскими домами. С этого места видно, как каждый час, начиная с 10 часов утра и заканчивая 10 часами вечера, часы на Таверне советника (нем. Ratstrinkstube) показывают сцену из городской легенды о «Мастерском глотке» бургомистра Нуша. Существует поверье, согласно которому бывший бургомистр спас город от разрушения, которое могли учинить войска имперского генерала Тилли. Он выиграл у него пари, выпив 3 ¼ литра франконского вина в октябре 1631 года. На этой же Рыночной площади в то время собирались женщины и дети Ротенбурга, и просили генерала не уничтожать их город.
В 1632 на Рыночной площади останавливалась армия короля Швеции Густава-Адольфа, а сам король ночевал в ратуше.
В июне 1525 года на Рыночной площади маркграф Казимир Бранденбург-Кульмбахский казнил 17 лидеров крестьянского восстания.
В Вечернее время на Рыночной площади появляется смотритель с фонарем, который рассказывает туристам и жителям города легенды и разные истории, и при этом делает обход территории.
На Рыночной площади расположены Ратстринкштубе (нем. Ratstrinkstube) — в былые времена трактир для членов городского совета, сейчас в нем расположен Центр туристической информации. На южной части площади построен колодец Георга — еще одна городская достопримечательность. Глубина колодца составляет 8 метров, вместимость — 100 000 литров. Это самый большой колодец в городе. За колодцем Георга расположен переулок Хофбронненгассе.
С Рыночной площади стартуют туры по городу с экскурсоводом. Они проводятся с 1 апреля по 31 октября, и в период проведения рождественских ярмарок с 11 часов до 14 часов на немецком языке, в 14 часов начинаются экскурсии на английском языке. С 1 апреля по 30 декабря можно побывать на экскурсии с ночным сторожем. Экскурсия проходит в 8 часов вечера на английском языке, и в 21:30 на немецком языке.